# ABC (programspråk)
ABC är ett programspråk, framtaget av CWI i Nederländerna, tänkt att vara ett lättlärt språk lämpligt för undervisning i programmering. Jämför till exempel med BASIC och Pascal. Program sägs bli betydligt kortare än i till exempel C eller Pascal.